# San Miguelito, Tlapa de Comonfort
San Miguelito är en ort i Mexiko.   Den ligger i kommunen Xalpatláhuac och delstaten Guerrero, i den sydöstra delen av landet, 230 km söder om huvudstaden Mexico City. San Miguelito ligger 1 829 meter över havet och antalet invånare är 231.
Terrängen runt San Miguelito är huvudsakligen kuperad, men åt sydost är den bergig. Runt San Miguelito är det ganska tätbefolkat, med 65 invånare per kvadratkilometer. Närmaste större samhälle är Tlapa de Comonfort, 13,2 km norr om San Miguelito. I omgivningarna runt San Miguelito växer huvudsakligen savannskog.